# Carterodon sulcidens
Carterodon sulcidens (Lund, 1838) è un roditore della famiglia degli Echimiidi, unica specie del genere Carterodon (Waterhouse, 1848), endemico del Brasile.

## Descrizione

### Dimensioni
Roditore di grandi dimensioni, con la lunghezza della testa e del corpo tra 135 e 250 mm, la lunghezza della coda tra 68 e 80 mm, la lunghezza del piede di 30 mm, la lunghezza delle orecchie di 16 mm e un peso fino a 195 g.

### Caratteristiche craniche e dentarie
Il cranio è largo presenta un rostro breve ed ampio, la regione inter-orbitale ampia e le ossa pre-mascellari proiettate in avanti oltre la linea degli incisivi superiori, i quali sono attraversati da un solco longitudinale. I fori palatali anteriori sono corti ed ovali. I denti masticatori hanno la corona elevata e tre radici e la loro superficie occlusiva è circolare.
Sono caratterizzati dalla seguente formula dentaria:

### Aspetto
La pelliccia è densa e ruvida. Il colore generale del corpo è brunastro brizzolato cosparso di peli spinosi sul dorso e di peli marroni chiari sulla gola e l'addome. Il muso è appuntito, gli occhi sono relativamente grandi. Le orecchie sono corte e arrotondate. Gli arti sono brevi, i piedi sono lunghi e sottili. Tutte le dita sono munite di artigli robusti, dritti ed allungati. La coda è più corta della metà della testa e del corpo, densamente ricoperta di corti peli che coprono parzialmente le scaglie sottostanti. 

## Biologia

### Comportamento
È una specie parzialmente fossoria che scava tane profonde 30 cm. 

### Riproduzione
Femmine gravide con uno e due embrioni sono state catturate rispettivamente nei mesi di agosto e dicembre, mentre giovani individui sono stati osservati tra agosto ed ottobre e tra novembre e dicembre.

## Distribuzione e habitat
Questa specie è diffusa in tre popolazioni disgiunte nel Brasile centrale, negli stati di Goiás, Distretto Federale, Mato Grosso, Mato Grosso do Sul e Minas Gerais.
Vive nelle savane del cerrado lungo i margini delle foreste a galleria tra 250 e 1.100 metri di altitudine.

## Conservazione
La IUCN Red List, considerata l'assenza di informazioni recenti circa l'estensione del suo areale, lo stato della popolazione e i requisiti ecologici, classifica C.sulcidens come specie con dati insufficienti (DD).